# لواء منشيه الإقليمي
لواء منشيه الإقليمي (بالعبرية: חטיבת מנשה، حطيفات منشيه) ويعرف أحياناً باسم لواء جنين، هو لواء مشاة إقليمي نظامي، يتبع فرقة يهودا والسامرة، في القيادة المركزية للجيش الإسرائيلي ويتمثل دوره في فرض القانون والنظام في قطاعي جنين وطولكرم ومنع الهجمات الفلسطينية.